# Chionographis

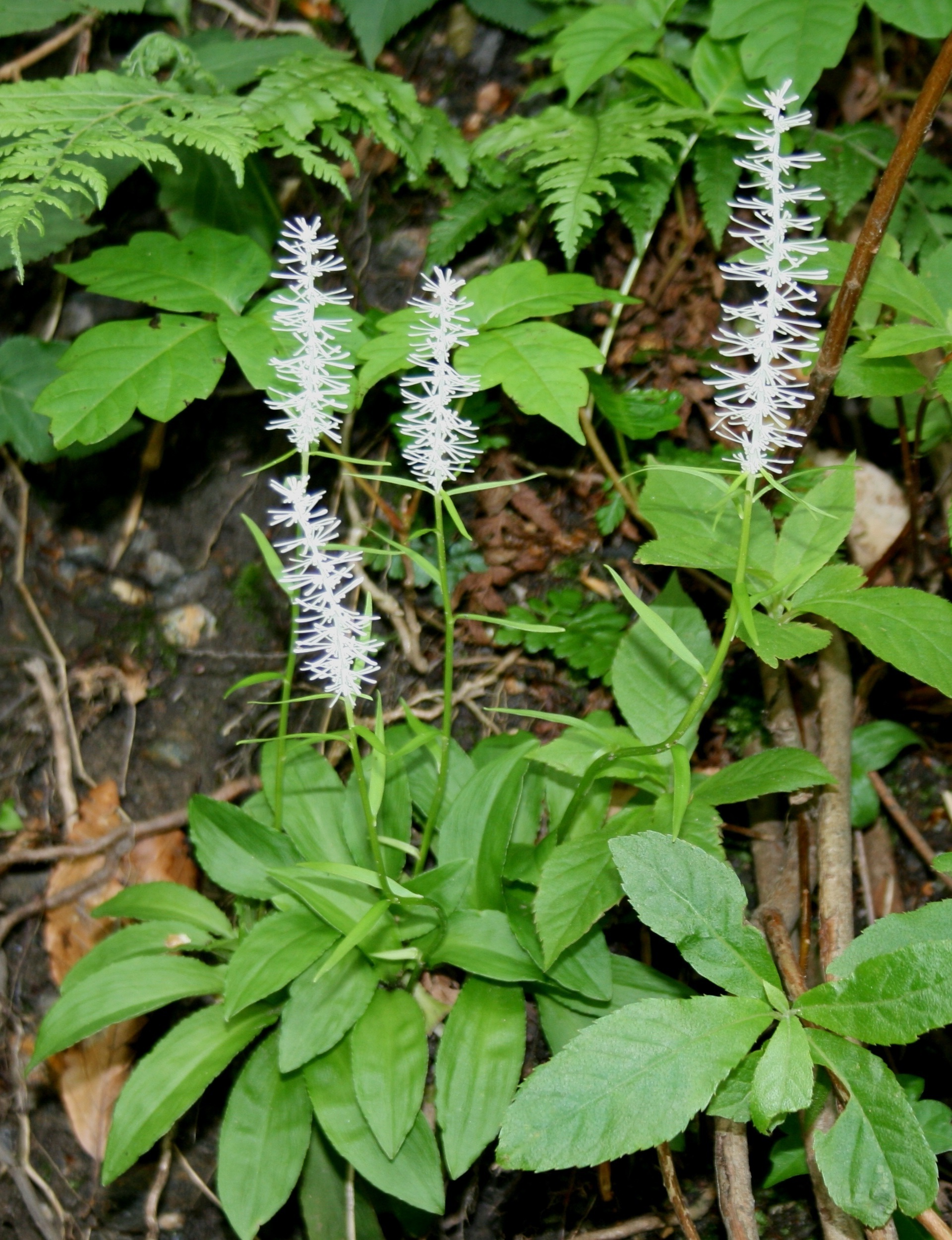
Kwiatostan Chionographis japonica

Chionographis Maxim. – rodzaj naziemnopączkowych roślin zielnych z rodziny melantkowatych, obejmujący 5 gatunków endemicznych dla południowych Chin, Japonii i Półwyspu Koreańskiego, zasiedlających wilgotne stanowiska w lasach liściastych. Nazwa naukowa rodzaju pochodzi od greckich słów χιονο (chiono – śnieg) i γραφις (graphis – pióro, szczotka), odnosząc się do wyglądu kwiatostanów tych roślin.

## Morfologia
ŁodygaPędem podziemnym jest krępe, krótkie, nagie kłącze. Pędem naziemnym jest głąbik (według niektórych autorów pęd kwiatostanowy), wyrastający ze środka rozety liściowej, pokryty 3–30 drobnymi, liśćmi.
LiścieLiście odziomkowe tworzące różyczkę liściową, wzniesione, ogonkowe, wiecznie zielone, o blaszkach łopatkowych do eliptycznych, całobrzegie lub drobno faliste, o długości od 2,8 do 16 cm.
KwiatyRośliny obupłciowe lub andropoligamiczne, niekiedy gynodioetyczne, rzadziej androdioetyczne. Kwiaty grzbieciste, siedzące, drobne, zebrane w kłos. Listki okwiatu wolne, górne 3–4 łopatkowo-równowąskie do nitkowatych, dolne 2–3 dużo krótsze, niekiedy nieobecne. Pręciki (6) osadzone u nasady listków okwiatu, relatywnie krótkie, o główkach sercowato-jajowatych do niemal kulistych. Zalążnia kulista, trzykomorowa. W każdej komorze powstają dwa zalążki. Szyjki słupka trzy. Znamiona słupka doosiowe.
OwoceTorebki. Nasiona wrzecionowate, jednostronnie skrzydełkowate.
GenetykaLiczba chromosomów homologicznych x = 12, 21, 22.

## Systematyka
Pozycja rodzaju według Angiosperm Phylogeny Website (aktualizowany system APG IV z 2016)Rodzaj ten zaliczany jest do podrodziny Chionographideae w rodzinie melantkowatych (Melanthiaceae), należącej do rzędu liliowców (Liliales) zaliczanych do jednoliściennych (monocots).
Gatunki
- Chionographis chinensis K.Krause
- Chionographis hisauchiana (Okuyama) N.Tanaka
- Chionographis japonica (Willd.) Maxim.
- Chionographis koidzumiana Ohwi
- Chionographis merrilliana H.Hara

## Zastosowanie
Liście oraz młode rośliny z gatunku Chionographis japonica są jadalne.